# Sead Hasanefendić
Sead Hasanefendić, né le 1er août 1948 à Novi Sad (Yougoslavie), est un entraîneur croate de handball.

## Biographie
Sead Hasanefendić hésite tout d'abord entre le football et handball. À l'âge de dix-huit ans, les parents de Sead quittent Novi Sad pour Zagreb où il joue à nouveau au handball. En 1969, il découvre la France et y retourne pour apprendre la langue. Contacté par l'AS Cannes alors qu'il jouait à Zagreb, il rejoint le club azuréen en 1971. Vice-champion de France de Nationale 2 (D2) en 1974, Hasanefendić et le club évoluent ainsi en Nationale 1 lors de la saison 1974-1975. Il a ensuite évolué en 1976 au SAS Guebwiller.
Au terme de son service militaire en 1977, Sead Hasanefendić commence sa carrière d'entraîneur au Željezničar Sarajevo avec lequel il devient champion de Yougoslavie en 1978. En 
1979, il coache l'équipe de Yougoslavie junior qui devient vice-champion du monde junior. La même année, il prend en charge le RK Metaloplastika Šabac avec lequel il remporte la Coupe de Yougoslavie.
En 1980, la Fédération suisse de handball le sollicite pour diriger l'équipe nationale de Suisse avec comme mission de la faire remonter dans le Mondial A. Il participe ainsi championnat du monde de 1982, puis aux Jeux olympiques de Los Angeles et enfin le championnat du monde de 1986 organisé domicile. Si la Suisse se qualifie pour la phase principale, elle termine dernière de sa poule et ne peut faire mieux qu'une modeste onzième place : Hasanefendić ne sera pas prolongé à la tête de l'équipe nationale helvète. Entre-temps, en 1982, il a aussi aidé TSV St. Otmar Saint-Gall lors des matchs de coupe d'Europe et avec succès puisqu'il conduit l'équipe en finale de la Coupe des clubs champions après avoir éliminé l'Atlético de Madrid puis le TV Großwallstadt.

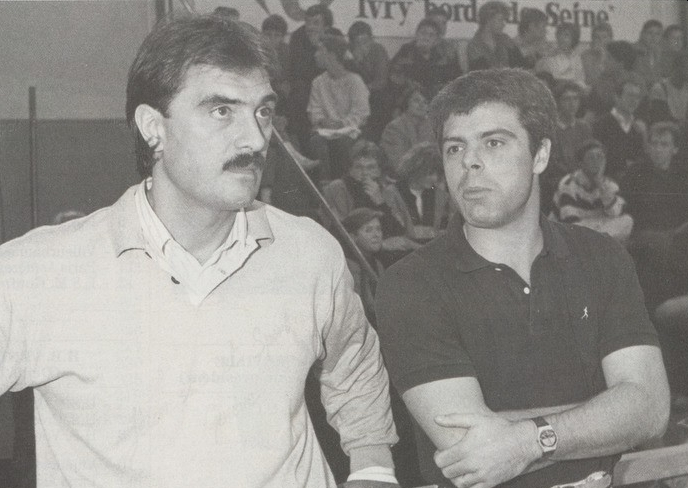
Sead Hasanefendić aux côtés de Thierry Anti en 1988.

En 1987, il devient entraîneur cantonal de la ville de Genève. En parallèle, il prend en charge différents clubs, tel le TuS Hofweier puis l'US Créteil. Ainsi, pendant deux saisons, il est coache les weekends pendant que Thierry Anti gère les entraînements en semaine et obtient les meilleurs résultats de l'histoire du club : vice-champion en 1988 puis champion de France en 1989 et finaliste de la Coupe d'Europe des vainqueurs de coupe en 1989. De même, au Vénissieux HB entre 1989 et 1992, il remporte les 3 seuls titres de l'équipe, le championnat de France D1 en 1992 et les Coupes de France en 1991 et 1992. 
Comme de nombreux joueurs français, il rejoint en 1993 le Championnat d'Allemagne où il devient vice-champion en 1994 avec le SG Hameln, meilleur résultat du club.
En 1995, il revient en France à l'OM Vitrolles qu'il veut mener au triplé (championnat de France, Coupe de France et Coupe d'Europe), un objectif qui a toujours échappé au club. Si l'OM Vitrolles est effectivement champion de France, n'ayant concédé que deux matchs nuls, il est battu en quart de finale de la Coupe des coupes par le Teka Santander et s'incline nettement en finale de la Coupe de France face à l'US Ivry. Pire, le club marseillais dépose le bilan à l'été 1996 et Hasanefendić alors rejoint l'US Ivry avec lequel il atteint la demi-finale de la Coupe des coupes puis remporte le championnat de France avec des joueurs comme Stéphane Joulin, Vassili Koudinov, Raoul Prandi ou Éric Amalou. De gros efforts financiers ont été consentis par Ivry pour obtenir ces résultats, notamment dans le but de réaliser un bon parcours en Ligue des champions. Mais le tour préliminaire face aux Israéliens de Hapoël Rishon LeZion tourne au fiasco (défaites 27-22 à Tel-Aviv et 21-22 à Ivry) et le club est éliminé avant d'avoir réellement débuté la compétition. Quelques semaines plus tard, Hasanefendić quitte le club.
Par la suite, il est l'entraîneur des clubs slovène du RK Celje, espagnol du BM Granollers et enfin allemand du VfL Gummersbach entre 2002 et 2004. En parallèle, il est aussi le sélectionneur de l'Équipe nationale de Bosnie
Puis en 2004, il devient pour une première fois sélectionneur de l'équipe nationale de Tunisie avec pour objectif le championnat du monde 2005 organisé à domicile. La sélection termine invaincu des phases de poules et se qualifie ainsi pour les demi-finales où elle s'incline face à l'Espagne, futur champion du monde. Battue par la France dans le match pour la médaille de bronze, la Tunisie termine à la 4e place, le meilleur résultat d'une nation non européenne à l'époque. Il reste alors à la tête de la sélection avec laquelle il remporte le championnat d'Afrique des nations 2006. Toutefois, ces deux bons résultats ne se confirment pas : la Tunisie termine 11e du Mondial 2007, ne parvient pas à qualifier son équipe pour les JO de Pékin et s'incline en finale de la CAN 2008 face à l’Égypte après avoir mené de 6 buts à la mi-temps.
En juillet 2008, il annonce qu'il quitte la Tunisie pour le club allemand du VfL Gummersbach qu'il a déjà coaché entre 2002 et 2004. En trois saisons, il remporte trois coupes d'Europe : la Coupe de l'EHF en 2009 et deux Coupes des coupes en 2010 et 2011.
Le 7 juillet 2013, il est de retour à la tête de l'équipe nationale de Tunisie pour les 3 saisons suivantes. Toutefois, au championnat d'Afrique des nations 2014, la Tunisie perd son titre face au pays hôte, l'Algérie, sans pour autant remettre en cause son mandat à la tête de l'équipe tunisienne. Hasanefendić et l'ensemble de son staff sont finalement limogés quelques heures seulement après une lourde défaite de la sélection en huitièmes de finale du Championnat du monde 2015 contre l'Espagne (20-28).
En 2017, la Fédération algérienne de handball annonce qu'Hasanefendić va prendre la tête de l'équipe nationale d'Algérie en vue du championnat d'Afrique des nations 2018 mais un accord n'est finalement pas trouvé entre les deux parties. En 2018 il est nommé entraîneur du club allemand du ThSV Eisenach, ancien club du Championnat d'Allemagne relégué en 3e division. Après avoir permis au club de retrouver la 2. Bundesliga en 2019, Hasanefendić quitte le club en 2020.

### Palmarès en club
Compétitions internationales
- Coupe des clubs champions (C1) : 

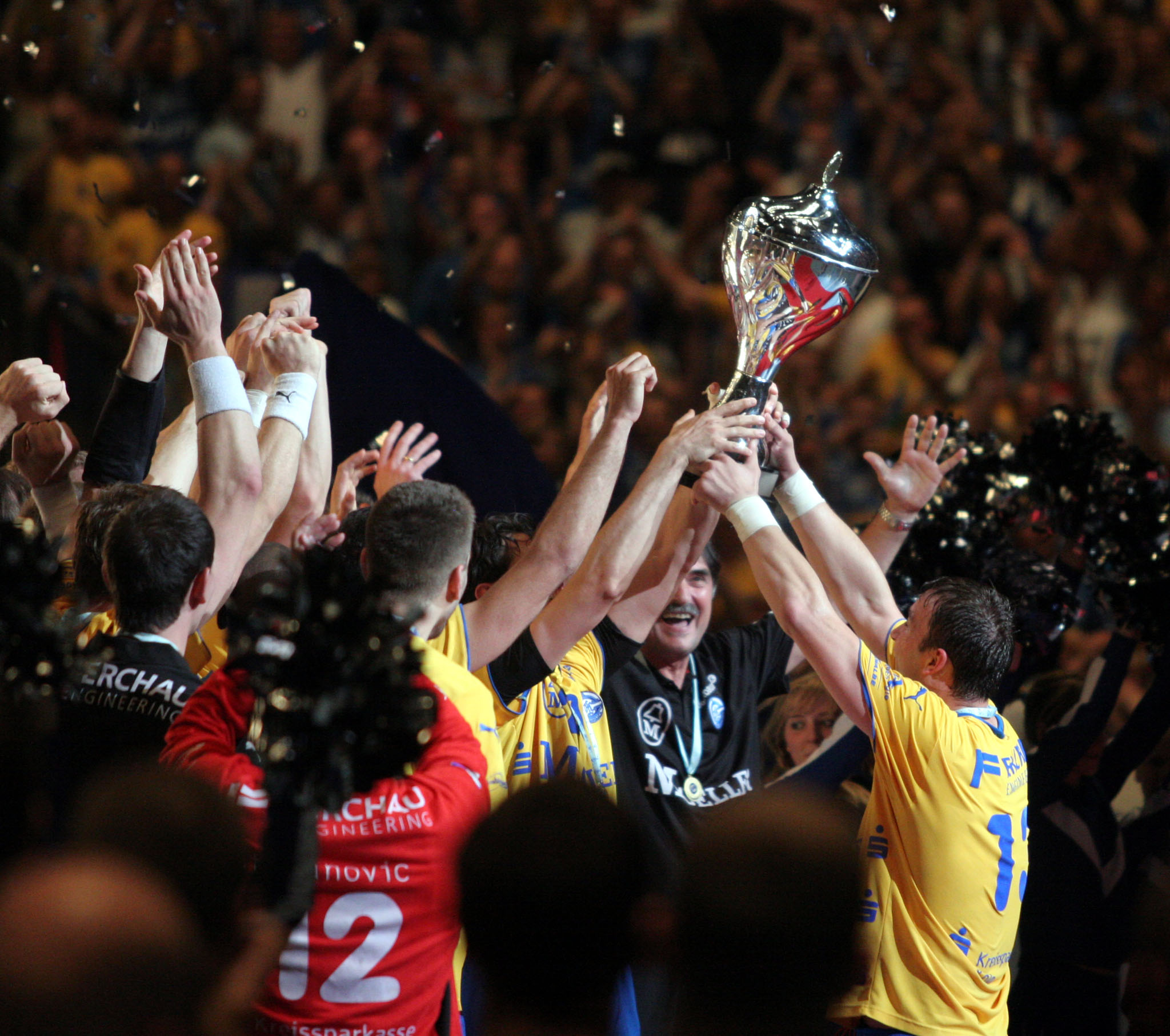
Le VfL Gummersbach, entraîné par Hasanefendić, soulève la Coupe de l'EHF en 2009.

  - finaliste en 1982 (avec TSV St. Otmar Saint-Gall)
- Coupe des vainqueurs de coupe (C2)
  - Vainqueur (2) : 2010 et 2011 (avec VfL Gummersbach)
  - Finaliste en 1989 (avec US Créteil)
  - Demi-finaliste en 1997 (avec US Ivry)
- Coupe de l'EHF (C3)
  - Vainqueur (1) :  2009 (avec VfL Gummersbach)

Compétitions nationales

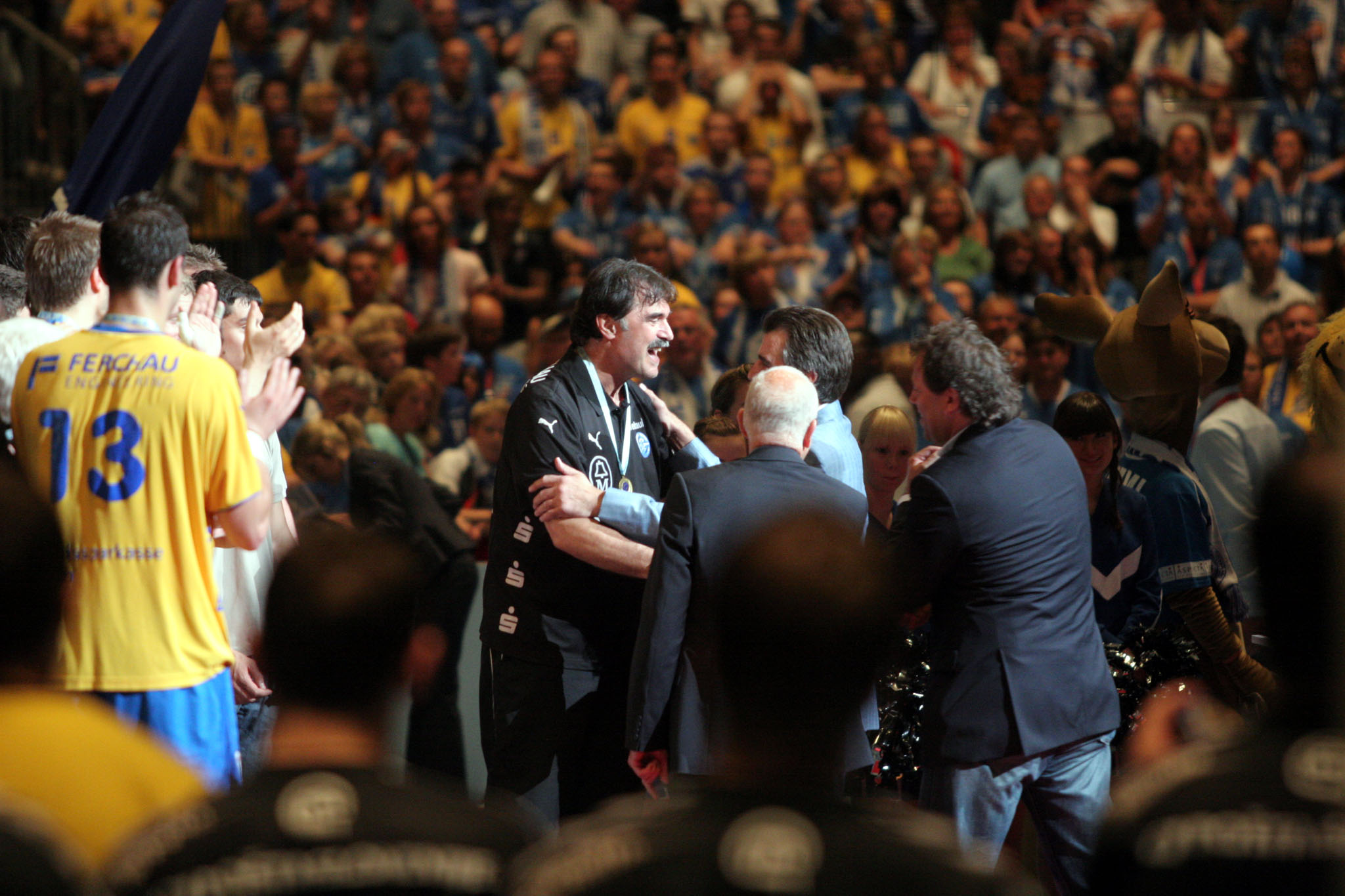
Sead Hasanefendić, félicité par Heiner Brand pour sa victoire lors de la Coupe de l'EHF en 2009.

- championnat de Yougoslavie (1) : 1978 (avec Željezničar Sarajevo)
- Coupe de Yougoslavie (1) : 1990 (avec Metaloplastika Šabac)
- Championnat de France
  - Vainqueur (4) : 1989 (avec US Créteil), 1992 (avec Vénissieux HB), 1996 (avec OM Vitrolles) et 1997 (avec US Ivry)
  - Vice champion en 1988 (avec US Créteil), 1990, 1991 (avec Vénissieux HB)
- Coupe de France
  - Vainqueur (3) : 1989 (avec US Créteil), 1991 et 1992 (avec Vénissieux HB)
  - Finaliste en  1996 (avec OM Vitrolles) et 1997 (avec US Ivry)
- Championnat d'Allemagne : vice-champion en 1994 (avec SG Hameln)
- Championnat de Slovénie (2) : 1999, 2000 (avec RK Celje)
- Coupe de Slovénie (2) : 1999, 2000 (avec RK Celje)

### Palmarès en équipes nationales
- Championnat d'Afrique
  - Vainqueur  (1) : 2006 (avec Tunisie)
  - Finaliste en 2014 (avec Tunisie)
- 4e place au Championnat du monde 2005 (avec Tunisie)

### Distinctions personnelles
- Entraîneur de l'année en Allemagne (1) : 2010 (avec VfL Gummersbach)